# Chirolophis ascanii
Chirolophis ascanii is een straalvinnige vis uit de familie van stekelruggen (Stichaeidae) en behoort derhalve tot de orde van baarsachtigen (Perciformes). De vis kan een lengte bereiken van 25 centimeter.

## Leefomgeving
Chirolophis ascanii is een zoutwatervis. De vis prefereert een gematigd klimaat en leeft hoofdzakelijk in de Atlantische Oceaan. De diepteverspreiding is 10 tot 280 meter onder het wateroppervlak.

## Relatie tot de mens
Chirolophis ascanii is voor de visserij van geen belang. In de hengelsport wordt er weinig op de vis gejaagd.